# Pilar Parcerisas
Pilar Parcerisas Colomer (Manresa, 1957) es crítica de arte, historiadora del arte, ensayista y comisaria de exposiciones independiente y guionista.

## Biografía
Se doctoró en Historia del Arte y se licenció en Ciencias de la Información por la UAB y posteriormente se doctoró en Historia del Arte contemporáneo.  Más adelante completaría sus estudios con un máster en guiones para cine y televisión por la UAB. Es uno de los miembros fundadores del diario catalán Regió7. Se formó como comisaria con Harald Szeemann. 
En 1976 se inicia en la crítica de arte en el Periódico Manresa/Gazeta de Manresa, sigue en el Regió 7 y en la revista Batik. En 1982 es crítica de arte titular del diario AVUI, y sigue en Elpuntavui, La República (2018) y en el Temps de les Arts (2019-2022). Ha reivindicado la vinculación de los artistas catalanes con la vanguardia internacional y el vínculo estético de artistas internacionales con Cataluña.
En 1984 fue fundadora del Centro de Documentación de Arte Contemporáneo Alexandre Cirici, cargo que mantendría hasta 2005. El centro fue integrado posteriormente en el Centro de Documentación del MACBA.
A lo largo de su trayectoria ha comisariado numerosas exposiciones de arte entre las que destacan exposiciones sobre Joan Brossa, Francesc Torres, Joan Miró, Josep Beuys, Pere Català Pic, Pere Noguera, Salvador Dalí o Man Ray, entre otras muchas.
Como autora, más allá de las monografías de las exposiciones comisariadas, en 1997 publicó Equipatge de mà, donde habla de los recuerdos de su ciudad natal, Manresa. En 1999 recogió los escritos del Grup de Treball, publicados por el MACBA. Ha publicado varias recopilaciones de artículos propios, como Art & Co. La màquina de l'art (2003) y Barcelona Art-Zona (2007). También se ha publicado su tesis, Conceptualismo(s). Poéticos, políticos y periféricos. En torno al arte conceptual en España, 1964-1980 (2007), y otras investigaciones, como Duchamp en España (2009), Ponç antes de Ponç (2014), Correspondencias de Joan Ponç (2017) y Tàpies y la ceguera (2024). Ha sido directora artística de la Fundació Vallpalou de Lleida entre 2019 y 2021.
En el campo del audiovisual, cofundó la empresa Kronos Plays & Films S.A. desde donde participó como guionista en los guiones de los largometrajes Entreacte (1988), La última frontera (1992) y Babaouo (1997).
Es miembro de la Asociación Internacional de Críticos de Arte (AICA). Ha sido miembro del Consorcio del Macba, del Patronato de la Fundació Joan Miró y de la Fundació Tàpies. como representante de la Consejería de Cultura de la Generalidad de Cataluña. Fue desde el 21 de enero de 2009 vicepresidenta del Consejo Nacional de la Cultura y de las Artes y miembro del Plenario hasta 2019, desde donde llevó a cabo el proyecto y concurso de dirección del Canódromo de la Meridiana centro de Arte, finalmente frustrado. Entre 2007 y 2010 fue presidenta de la Asociación Catalana de Críticos de Arte (ACCA).
Desde 2016 organiza anualmente la Escuela de Verano Walter Benjamin y ha comisariado el proyecto “Una Casa para Walter Benjamin”, donde ha creado la Asociación Pasajes de Cultura Contemporánea (2014) y la Fundación Angelus Novus (2017). 
En 2025 es nombrada por el Ayuntamiento de Manresa miembro del Consejo de Administración de MATMUSA (Manresana de Activos Turísticos, Museos y Ferias S.A.).

## Exposiciones comisariadas
Estas son algunas de las exposiciones más relevantes que ha comissariat.
- Junto a Maria Josep Balsach y Carles Hac Mor fue comisaria del ciclo de exposiciones de Espai 10 en el curso 1983-1984

- Espace/Creation Textile. Tapisserie en Espagne aujourd’hui. Europalia, Bèlgica (1985).
- Idees i Actituds. Entorn de l'art conceptual a Catalunya, 1964-1980... (1992)
- Laura Albéniz (1993)
- Miró-Dalmau-Gasch, 1918-1937. L’aventura per l‘art modern. Centenario Joan Miró (1993)
- Joseph Beuys. Manresa Hbf (1994)
- Agnus Dei. L'art romànic i els artistes del segle XX (1996)
- Evgen Bavcar, el fotògraf cec. La memòria de la llum. (1997)
- Josep Mestres Cabanes (1998)

- Pere Noguera. Terres crues, teres cuites. Del paisatge a l’hàbitat (2003)
- Dalí. Afinitats Electives (2004)
- Man Ray, llums i somnis (2006)
- Rafael Sala, 1891-2007. L’aventura per l’art modern (2007)
- Accionisme vienès (2008)
- Il·luminacions. Catalunya visionària (2009)
- Construccions Líriques. Man Ray, Leandre Cristòfol. L'objecte i l'esperit Dadà (2009)
- Joseph Beuys. Diary of Seychelles. Fundació Caixa Girona (2009)
- Meridià Granollers, anys 70. Art de concepte i acció (2010)
- Pere Noguera. Històries d’arxiu, Fundació Tàpies (2011)
- Xavier Oriach. Cartografia pictòrica, 1941-2013 (2013)
- Marcel Duchamp. Don’t forget (Murcia, 2013)
- Joan Ponç. Diàbolo (La Pedrera i Museo de Ceret, 2017-18)
- Adolf Loos. Espais privats. Museu del Disseny, BCN i Caixaforum, Madrid, 2018),
- Jaume Xifra. Home, natura-realitat, 1934-2014, (2018-2019)
- Leopold Samsó. Tan lluny, tan a prop (Fundació Vila Casas 2024)
- Surrealismos. La era de la màquina. Duchamp, Man Ray, Picabia, Stieglitz (Fundación Canal, 2024)
- Poètiques ancestrals. Dolors Oromí, Madola (2025).

## Publicaciones destacadas
- Josep Grau-Garriga (Polígrafa, 1987)
- Aurèlia Muñoz (Àmbit Serveis Editorials, 1990)
- Equipatge de mà (Afers, 1997)- Selección de artículos en Art & Co.
- Josep Bartolí. Un creador a l'exili (Diputació de Barcelona, 2002)
- Art & co. La màquina de l’art (Editorial Afers, 2003)
- Dalí. Afinitats electives (Generalitat de Catalunya, 2004)
- Els cartells de Tàpies i l'esfera pública (Fundació Antoni Tàpies, 2006)
- Conceptualismo(s). Poético, políticos y periféricos. En torno al arte conceptual en España, 1964-1980 (Akal, 2007).
- Barcelona Artz-Zona (Editorial Afers, 2008)
- Accionismo vienés (Actar, 2008)
- Duchamp en España (Siruela, 2009)[4]
- Il·luminacions. Catalunya visionària (Centre de Cultura contemporània de Barcelona, 2009)
- Construccions líriques: l'objecte i l'esperit dadà (Departament de Cultura de la Generalitat de Catalunya, 2009)
- Cartes a Kurt Schwitters (Institut de Cultura de la ciutat d'Olot, 2011)
- Ponç abans de Ponç. Lectures crítiques de l'obra de Joan Ponç (Barcino, 2014)
- Dalí, Duchamp, Man Ray. Una partida d’escacs (MAC Xile, 2014 y Museo de Cadaqués, 2016)
- Adolf Loos (Caixaforum y Museu del Disseny, 2018)
- Jaume Xifra: home, natura, realitat (Ajuntament de Salt, Fundació Vila Casas, 2019)
- Falç i estrelles (Reremús, 2020)
- Joseph Beuys. Manresa, Una geografia espiritual (Tenov, 2021)
- Manresa Hbf, Tenov, 2022
- Metafísiques de la fragilitat, Fundació Vallpalou (2021)

## Premios
- Premio Espais a la Crítica de arte, Fundació Espais, 1993
- Premio Bages de Cultura, Òmnium Cultural, 2000
- Premio ACCA mejor exposición 2006, por Man Ray. Llums i somnis, Col·lecció Goldberg/D’Afflitto, New York, Fundació Caixa Girona, 2007
- Embajadora de Manresa (2022)
- Premio D, de Dona, a la trayectoria profesional por el diario Regió 7 (2025)[5]
- Premio GAC a la Crítica de Arte, 2025, Premio de les Galerias de Arte de Cataluña.[6]